# Dom Fernando II e Glória
Le Dom Fernando II e Glória était une frégate à la voile de la Marine portugaise, qui a navigué entre 1845 et 1878. C'est actuellement un navire musée, dépendant du Musée de la Marine de Lisbonne, classé Unité Auxiliaire de la Marine (UAM 203) et la 4e plus ancienne frégate de guerre au monde. C'est l'un des équipements culturels de la Commission Culturelle de la Marine .

## Historique
Le Ferdinand fut le dernier navire de guerre à naviguer entièrement dans la marine portugaise. Il a été construit à Damão, dans l'Inde portugaise, sous la supervision du constructeur naval Gil José da Conceição, par une équipe d'ouvriers indiens et portugais. Dans sa construction a été utilisé le bois de teck de Dadra et Nagar Haveli. Après son lancement en mer, le 22 octobre 1843, le navire a été remorqué à Goa où il a été équipé.
Le navire a été nommé en l'honneur du couple royal portugais, le roi-consort Fernando II et la reine Maria II, dont le prénom était Maria da Glória. Le "Glória" de son nom faisait également référence à sa sainte patronne Nossa Senhora da Glória.
Le navire était armé de 50 canons, dont 28 sur le pont-batterie et 22 sur le pont (20 caronades et 2 pièces de chasse. Son voyage inaugural, de Goa à Lisbonne, eut lieu entre le 2 février et le 4 juillet 1845  sous le commandement de Roberto Teodorico da Costa e Silva .
Le Ferdinand a navigué pendant 33 ans, couvrant quelque 100 000 milles, soit près de cinq fois le tour du monde. Il servait au transport de troupes, de colons et d'exilés vers l'Angola, l'Inde et le Mozambique. Il a participé à des opérations de guerre navale dans l'Empire colonial portugais et il a soutenu l'expédition de liaison terrestre d'António Francisco da Silva Porto entre Benguela en Angola et la côte du Mozambique.
En septembre 1865, le Ferdinand remplaça le navire Vasco da Gama en tant que navire-école d'artillerie navale, effectuant des croisières d'entraînement jusqu'en 1878. Cette année-là, il effectua sa dernière mission en mer, effectuant un voyage d'instruction pour la garde-marine aux Açores. Lors de ce voyage, il a tout de même réussi à sauver l'équipage de la barge américaine Laurence Boston qui avait pris feu. Dès lors, il a toujours été ancré dans le Tage.
En 1938, il a cessé de servir de navire-école d'artillerie navale, devenant le vaisseau amiral des forces navales sur le Tage. En 1940, il a cessé d'être utilisé par la marine portugaise et la frégate a été transformée en Obra Social da Fragata D. Fernando, une institution sociale destinée à abriter et à donner une instruction et une formation au matelotage aux garçons issus de familles pauvres. En 1963, un violent incendie détruit une grande partie du navire, le laissant à l'abandon dans le Tage.

## Préservation
Entre 1992 et 1997, la frégate a été restaurée par la marine portugaise, en utilisant l’Arsenal do Alfeite et les chantiers navals Rio-Marine de Aveiro.
Le navire a été exposé lors de l'Exposition spécialisée de 1998 de Lisbonne qui avait pour thème : « les océans, un patrimoine pour le futur ». Depuis lors, c'est un navire musée de la marine portugaise et il est exposé depuis le 1er mars 2008 dans une cale-sèche d'Almada, où il est entretenu.

## Galerie

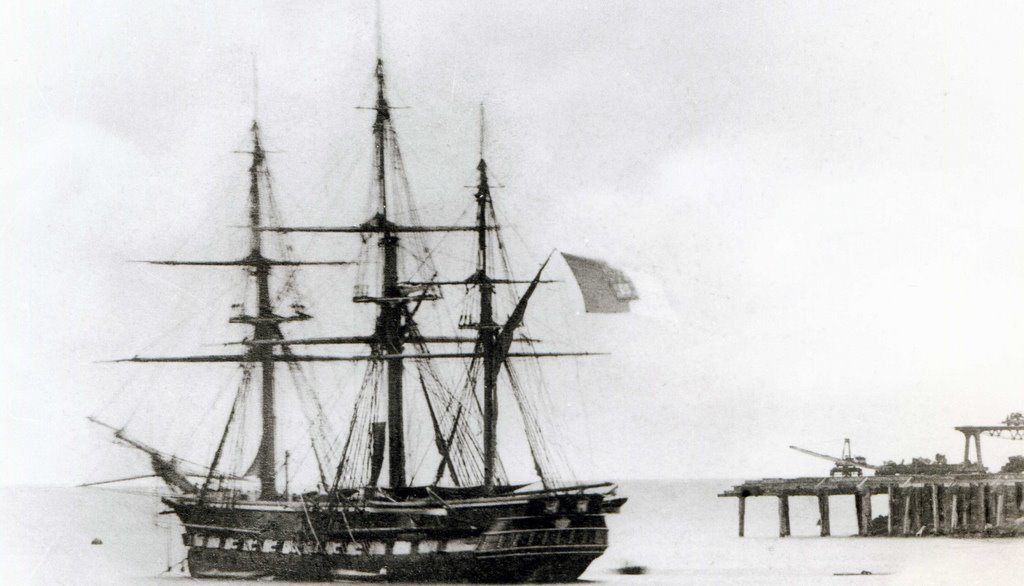
La frégate aux Açoresen 1878
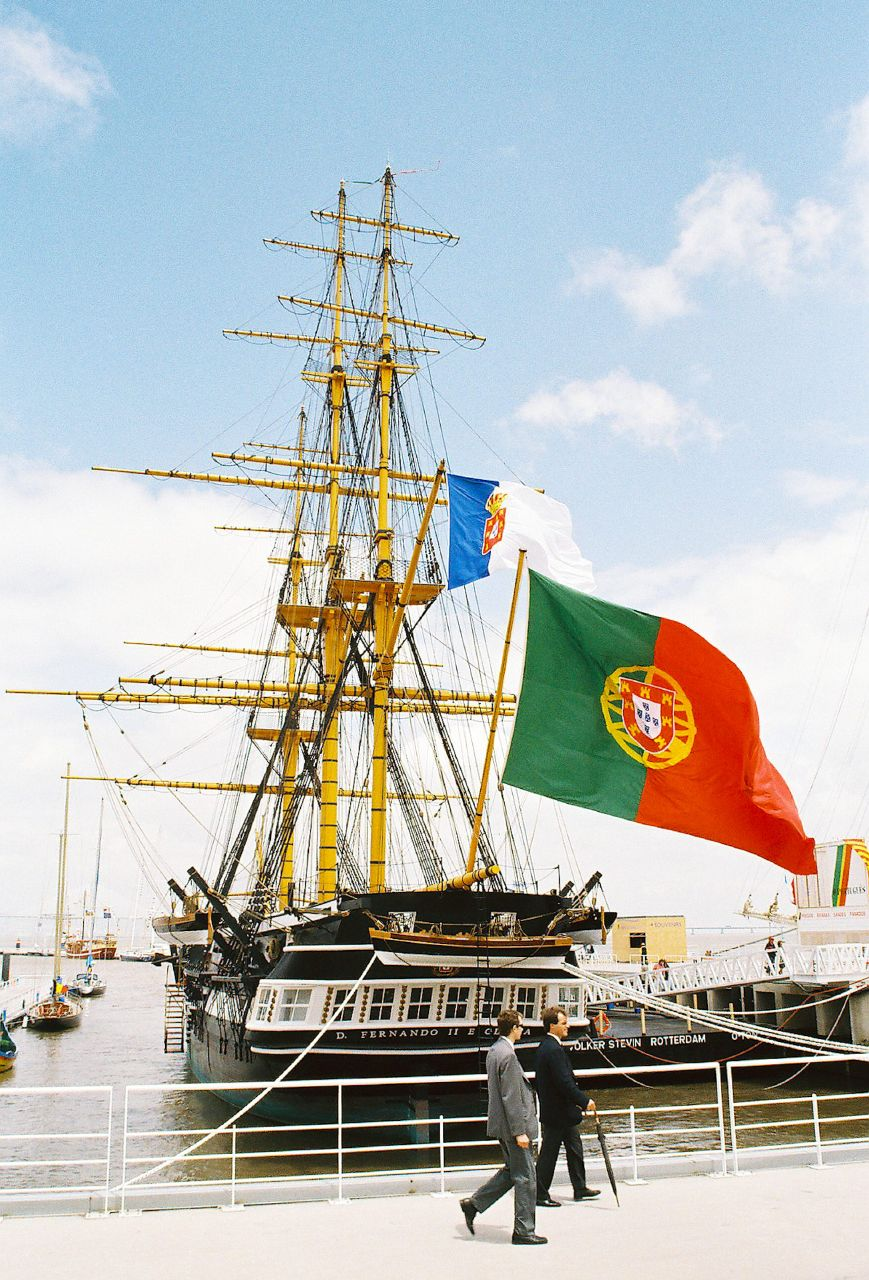
La frégate à Almada en 2006
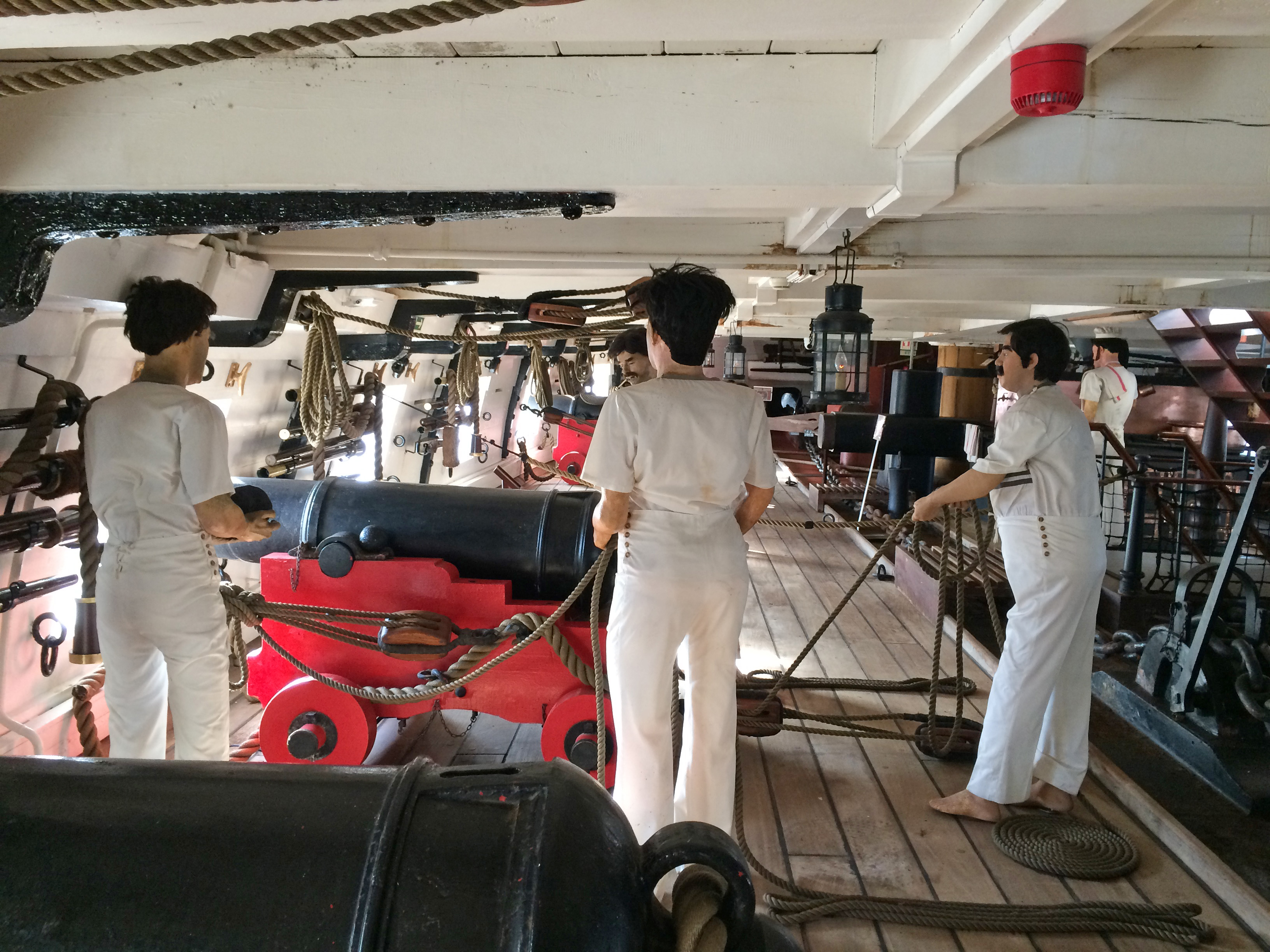
Le pont-batterie